# Дом Витушечникова
Дом Витуше́чникова — бывший дом купца и сахарозаводчика Витушечникова, одно из крупнейших зданий Вологды в стиле классицизм, памятник архитектуры регионального значения. В 1824 году во время визита в Вологду, в доме останавливался император Александр I. С конца XIX века до 1918 года в здании находилась Вологодская губернская земская управа. С 1922 по 1925 годы в этом доме находилась Третья районная библиотека, она была открыта для рабочих и учащихся Заречья, в ней организованы отдел выдачи книг и читальня. В интерьере здания сохранилась кафельная печь с сюжетным рельефом. Дом Витушечникова является последним и самым крупным купеческим особняком на набережной Вологды.

## История
Здание построено в 1822—1823 годах купцом 2-й гильдии, бургомистром и сахарозаводчиком, членом вологодской купеческой династии Осипом Витушечниковым на бывшей Дмитриевской набережной. Владелец дома жил одной семьёй со своими женатыми сыновьями. В октябре 1824 года в особняке у Витушечникова останавливался император Александр I. Об этом пребывании существует рассказ, записанный краеведом в 1867 году Н. И. Суворовым:

По окончании молебствия, Император изволил отправиться в квартиру, приготовленную для него в доме Бургомистра 1-й гильдии купца Витушешникова. Государь ехал через рынок по Кирилловской улице, на Красный мост и по набережной. На крыльце был встречен хозяином дома с хлебом и солью. Тут же гражданский губернатор имел честь подать ему рапорт. В этот вечер только генерал-губернатор и гражданский губернатор удостоились чести лично разговаривать с Государем. Получив благодарность, они откланялись. Ночью, когда уже все спали, Император, оставшись один, оперся случайно на столик, поставленный около его кровати и заметив, что он качается, отпилил ножку собственноручно. Государь приказал своему камердинеру передать хозяевам дома, — что «это сделал он в память своего у них пребывания». Витушешниковы до сих пор хранят, как драгоценность, и этот столик, и пилу, и даже опилки.

Столик, описанный в рассказе Н. И. Суворова, выставлялся для обозрения в Петровском домике, однако хозяева не стали передавать в музеи свою реликвию.
С 16 августа 1892 по 16 августа 1893 года в этом доме вместе с семьёй проживал, находясь в ссылке А. А. Карелин.
В конце XIX века дом Витушечникова передан Вологодской губернской земской управе. В 1906 году он подвергся перестройке: над двухэтажными боковыми крыльями надстроен этаж. Управа насчитывала 17 отделов, которых работало около 250 сотрудников. В здании проводились съезды учителей, врачей, работников сельского хозяйства и др.
При ликвидации в 1918 году губернской земской управы здание, отделы и штат перешли в ведение губернского совета народного хозяйства.
В 1922—1923 гг. в доме находился первый трест «Вологдалес», позднее совпартшкола. С 1922 по 1925 годы в этом доме находилась Третья районная библиотека, она была открыта для рабочих и учащихся Заречья, в ней организованы отдел выдачи книг и читальня (ныне это филиал № 1 МБУК ЦБС, находится на ул. Добролюбова, д.31). Во время Великой Отечественной войны дом занимает штаб Оборонстроя. В 1970-е в дом был занят областной эпидемической больницей. С мая 1981 года в этом здании располагается Вологодская центральная районная больница.

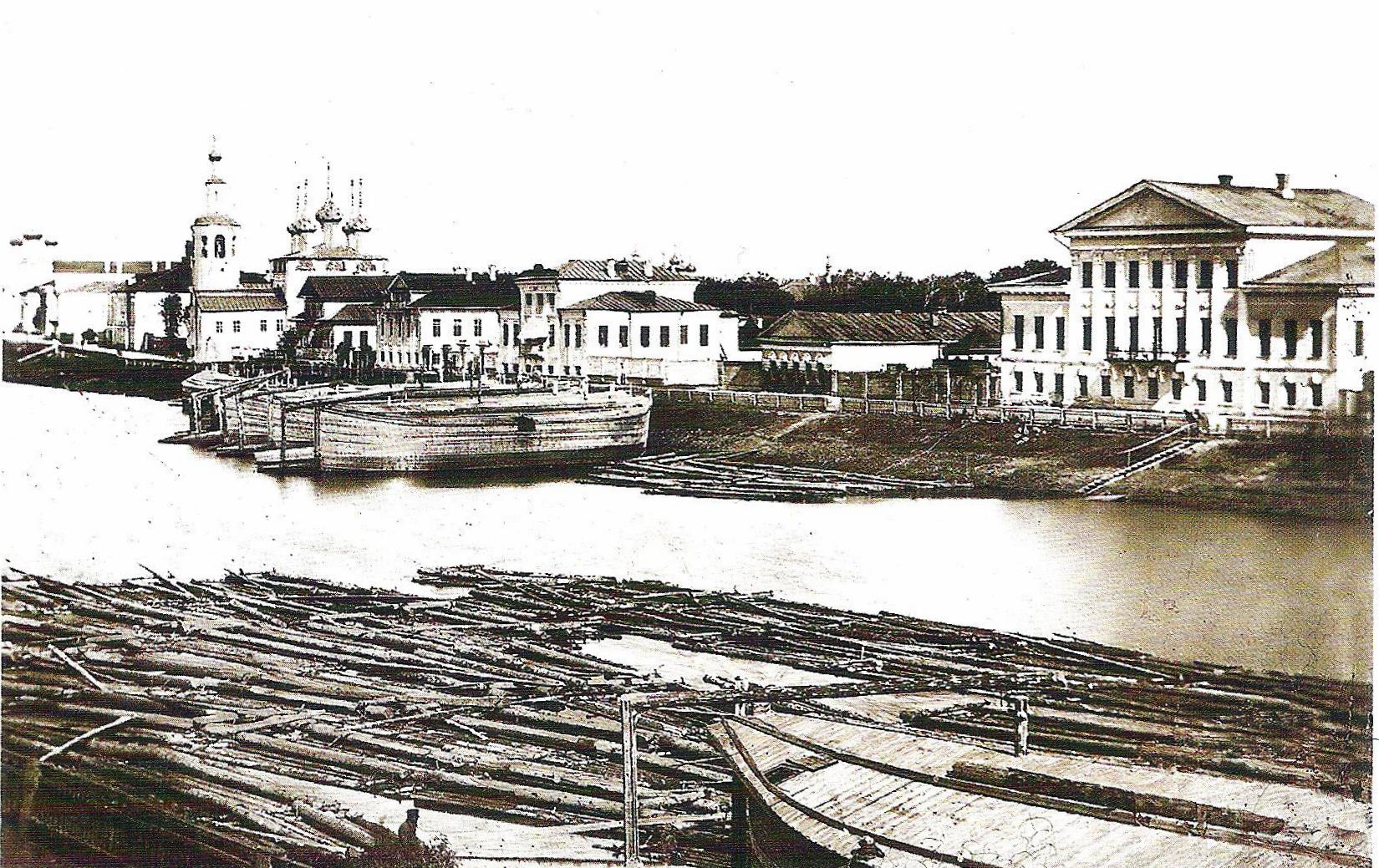
Дмитриевская набережная с домом Витушечникова в 1860-е годы. Здание с мезонином ещё не имеет надстроенного третьего этажа. Слева - флигель без каменного фасада.
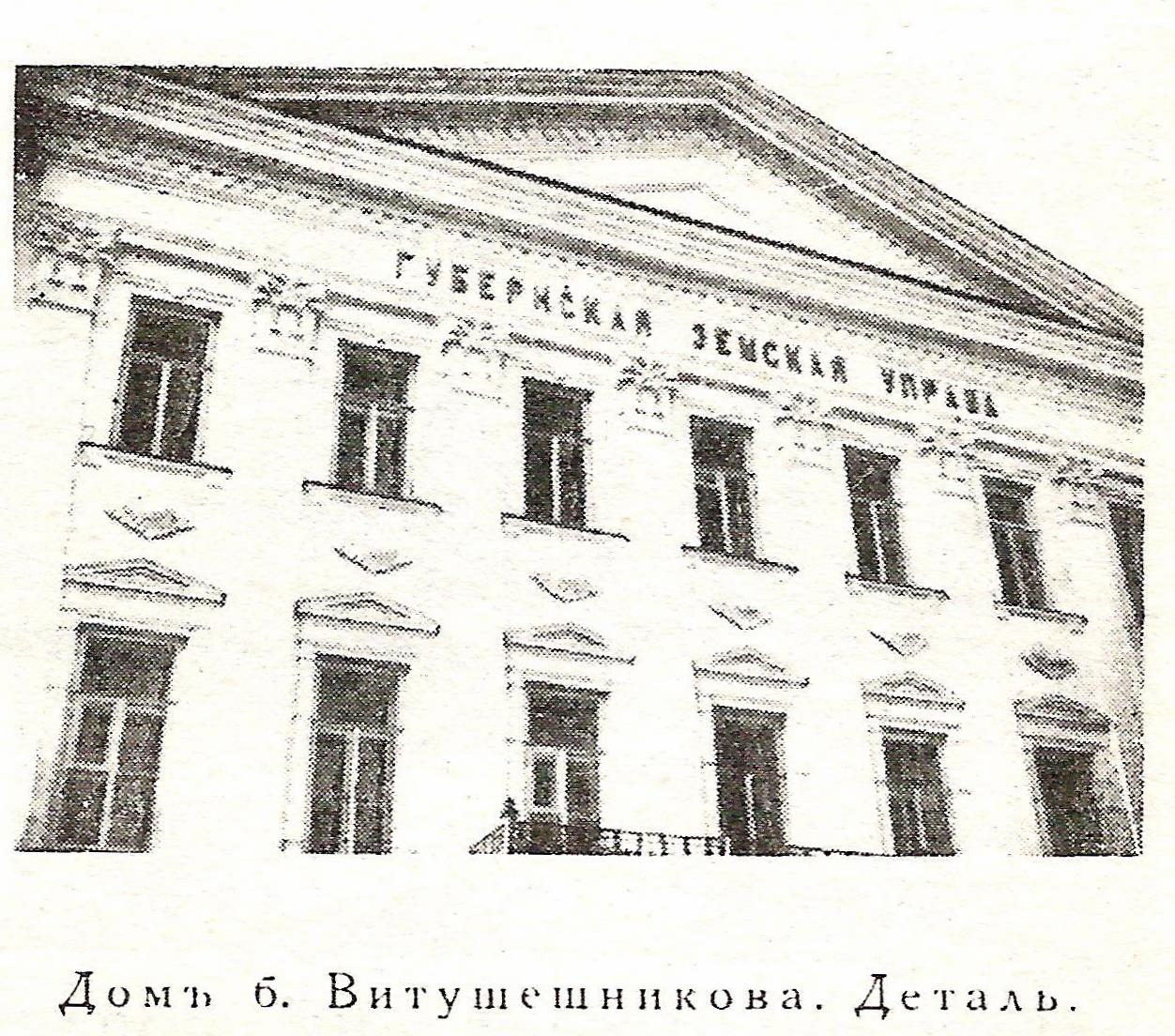
Фасад дома Витушечникова с надписью «Губернская земская управа». Фото до 1914 года.
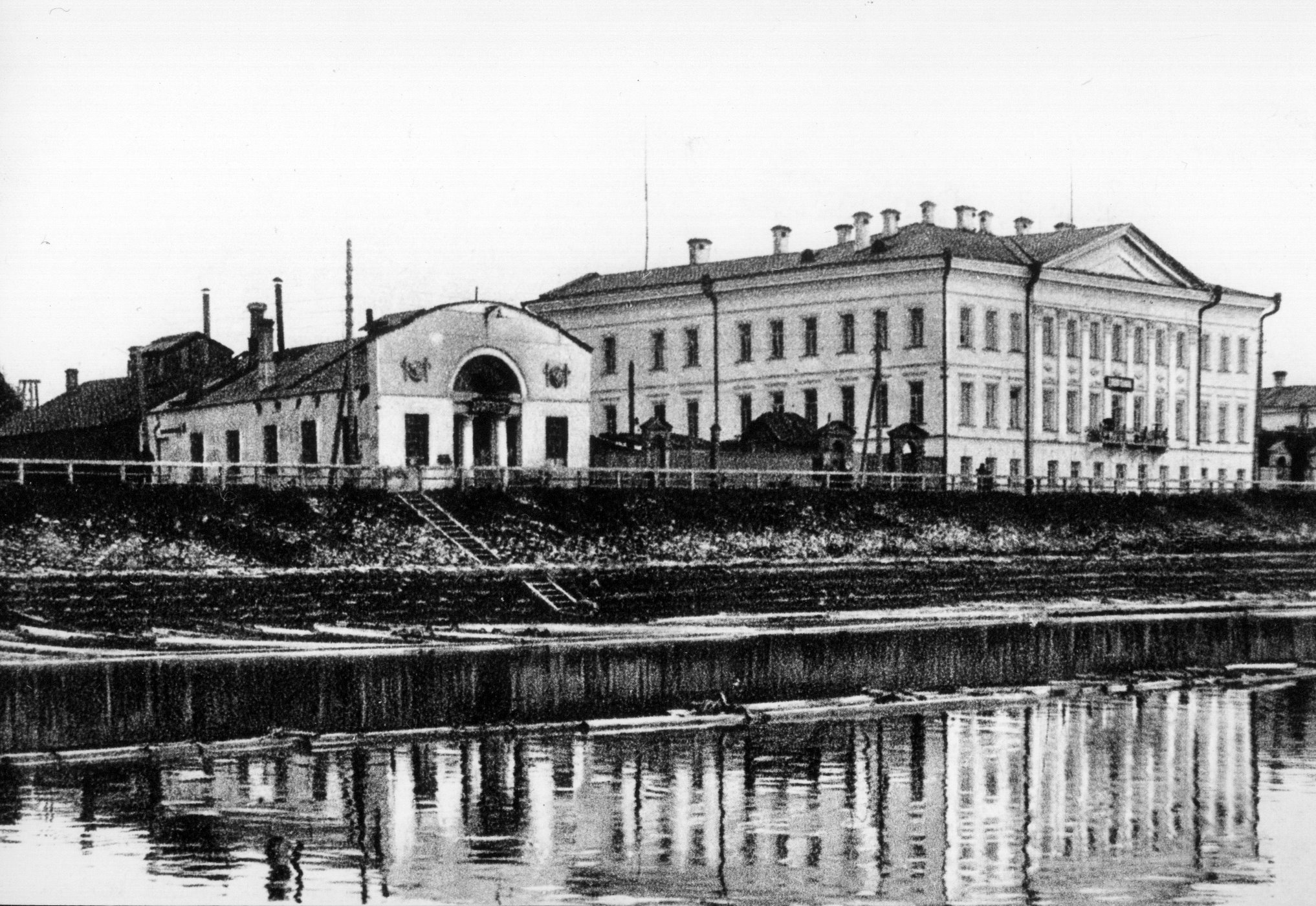
Флигель (после пристройки каменного фасада) и дом Витушечникова. Фото предположительно первой трети XX века.

## Архитектура
Дом Витушечникова представляет собой трёхэтажное (боковые части до конца XIX века были двухэтажными) здание в стиле классицизм. Средняя часть главного фасада декорирована восемью пилястрами с коринфскими капителями и завершена треугольным фронтоном. Внутренняя планировка анфиладного типа, типичная для построек этого времени.

### Планировка и конструктивные особенности
Трёхэтажное здание поставлено по красной линии набережной и представляет собой П-образный корпус, состоящий из основной и двух боковых ветвей. Длина главного фасада составляет 33 метра, длина бокового фасада — 36 метров (без пристроек советского времени — 31,5 м.). Здание поставлено на фундаменты из бутового камня. Стены выполнены из большемерного кирпича.
Планировочная структура всех этажей совпадает. Главный вход в здание устроенный со стороны двора ведёт в вестибюль, сообщающийся с коридором южной ветви, главной анфиладой и анфиладой помещений со стороны двора. В первом помещении этой анфилады устроена парадная лестница, связывающая все этажи дома. На второй этаж ведёт поздняя двухмаршевая лестница, построенная взамен первоначальной. Все комнаты второго этажа являются смежными. На третий этаж попадают по лестницам в пристройках советского времени.
Все комнаты главной анфилады имеют сводчатые перекрытия. Перекрытия второго и третьего этажа балочные, полы деревянные на балках и лагах. Здание имеет скатную крышу на стропилах и обрешётке.

### Фасады и декор
Построенный в 1822-23 годах, дом представляет собою отличное здание эпохи классицизма. Правда, несколько сухое выполнение деталей да пожалуй и плоское, робкое выполнение всех форм указывает на то, что мастер был не первоклассный. Наличники (фронтонные) второго этажа совсем плохи: они зажаты пилястрами; окна чрезвычайно удлинены; балконная решетка, кронштейны, орнаменты в ромбах и капители выполнены хорошо. Карнизы неудачны, особенно во фронтоне. — Лукомский Г. К. «Вологда в её старине» — СПб.: 1914. — С. 285
Фасады и декор дома решены в стиле зрелого классицизма. Главный фасад украшен восьмипилястровым портиком и завершён треугольным фронтоном. Пилястры портика на развитых базах, завершённые коринфскими капителиями упираются на фриз на уровне первого этажа. Пилястры несут полный антаблемент, опоясывающий здание. Многообломный карниз включает в себя ряд дентикул. Окна второго и третьего этажа украшены рамочными наличниками. Наличники второго этажа завершены горизонтальными сандриками. Над наличниками — лепные розетки. Наличники третьего этажа раскрепованы в верхней части и усложнёны замковым камнем. Замковым камнем с полочкой также декорированы окна первого этажа. Зал парадной анфилады второго этажа имеет балкон с чугунной решёткой, покоящийся на четырёх мощных консолях с филёнками. Главный вход в здание венчает зонтик с чугунными деталями, относящимися предположительно к концу XIX века.

### Интерьеры
В интерьере второго этажа сохранились двустворчатые филёнчатые двери, украшенные прямоугольными накладками с фистончатыми вставками. Анфилада парадных помещений второго этажа со стороны набережной включает квадратную в плане гостиную, в которой сохранились две кафельные печи, поставленные диагонально в углах. В их нижней части с цоколем имеется большая изразцовая вставка с квадригой. Зеркало печей декорировано колонным портиком. Аттиковое завершение печей набрано большими изразцами. Все изразцы покрыты белой поливой.
Кабинет председателя Губернской земской управы, который в 1824 году использовался как спальная комната императора Александра I, был украшен ампирным расписным плафоном, предположительно работы Скотти.

### Кафельная печь
Левая кафельная печь гостиной дома Витушничникова является одной из немногих хорошо сохранившихся печей первой трети XIX века. Она отличается тонко исполненными деталями и рельефом подиумной части.
Печь поставлена диагонально и всем объёмом находится в гостиной. Подиумная часть печи имеет ризалит, на котором базируется двухколонный портик. В прямоугольной нише ризалита расположен рельеф, изображающий квадригу, запряжённую в колесницу с амуром. В верхней части каннелированные колонны портика завершены коринфскими капителями. Печь завершена массивным аттиком с полукруглой нишей, которая украшена растительным орнаментом с розетками. Топилась печь из смежного помещения, куда выходила своим зеркалом заподлицо со стеной (в настоящее время топка заложена).

## Флигель

Флигель дома Витушечникова в советское время

С западной границы участка на углу набережной и Дмитриевской улицей (с 1936 года — Комсомольской) находился деревянный флигель с торцевой каменной стеной. По требованиям пожарной безопасности по фасаду с набережной в начале XX века была поставлена каменная стенка, которая обработана в стиле московской архитектуры XIX века. В центральной нише стенки две колонны поддерживали мощный архитрав, над которым расположено полукруглое окно с веерообразным переплётом. Композиция фасада напоминала центральный павильон конного двора усадьбы Кузьминки, построенный в начале XIX века Д. И. Жилярди. Над боковыми окнами расположен лепной декор в виде гирлянды и двух горящих факелов. В центре венка изображена наковальня и перекрещивающиеся инструменты кузнечного ремесла.
В конце XIX в. флигель приспособлен под слесарные мастерские Молчанова, с 1902 г. — мастерские по ремонту сельхозтехники. В 2000-е годы здание заменил каменный новодел, воспроизводящий формы первоначальной постройки без каменного фасада.
В конце 1960-х годов флигель снят в фильме «Дядюшкин сон» как городской театр.